# Delia Akeley

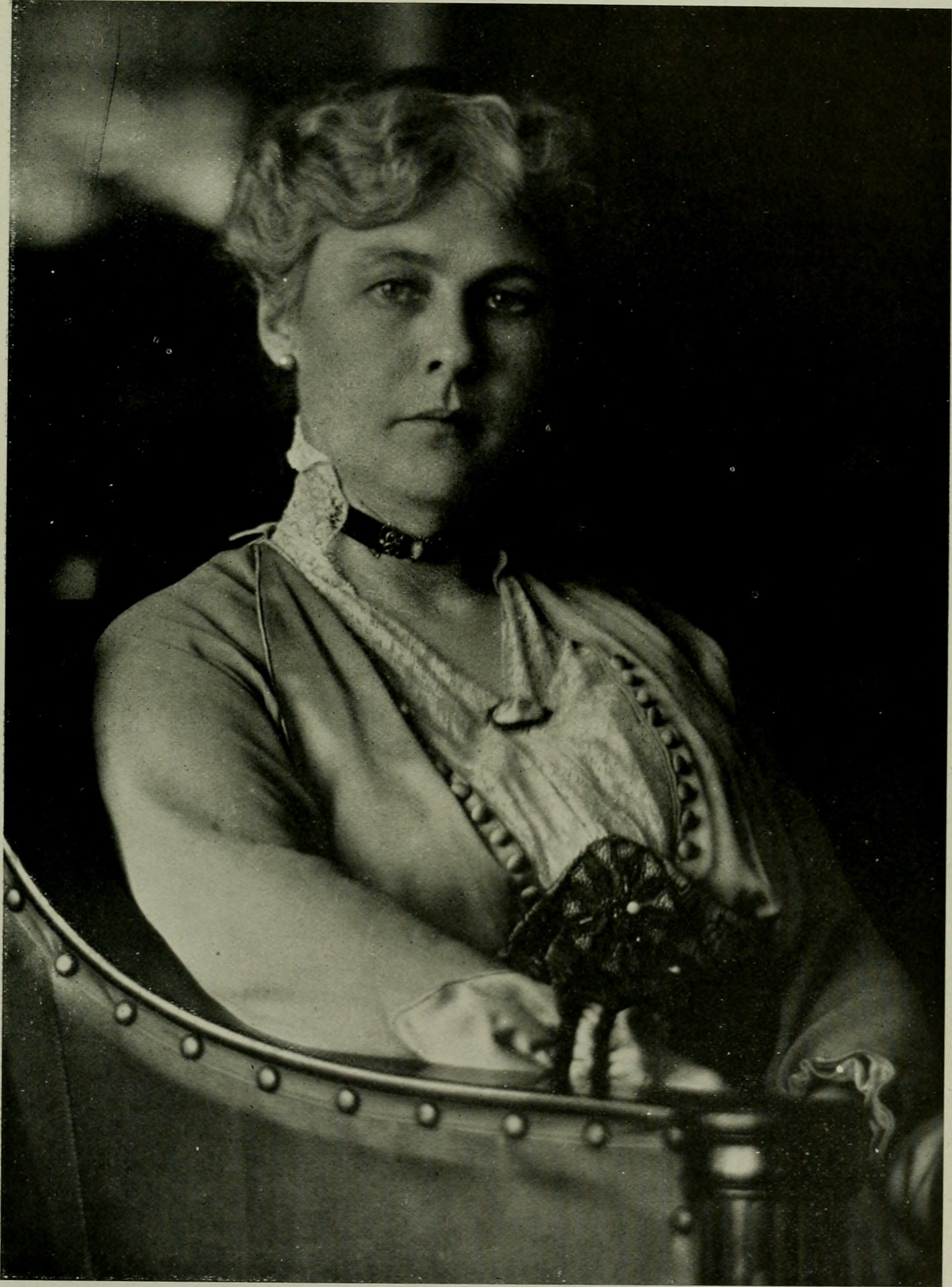
Delia Akeley 1915 im Alter von 40 Jahren. Fotograf: De Witt Clinton Ward

Delia Julia Akeley, geboren als Delia Denning (* 5. Dezember 1869 oder 1875 in Beaver Dam, Dodge County, Wisconsin; † 22. Mai 1970 in Daytona Beach, Florida), auch bekannt unter ihrem Spitznamen Mickie, war eine US-amerikanische Entdeckerin und Autorin.

## Leben
Sie wurde als jüngstes von neun Kindern der irischen Immigranten Patrick und Margaret (geb. Hanberry) Denning geboren. Als Geburtsjahr wurde lange Zeit 1875 angenommen, 1869 ist aber plausibler da sie als Teenager das Elternhaus verließ und 1889 als 19-Jährige erstmals heiratete, den Friseur Arthur Reiss. Als Jahrgang 1875 wäre sie erst 13 gewesen. 

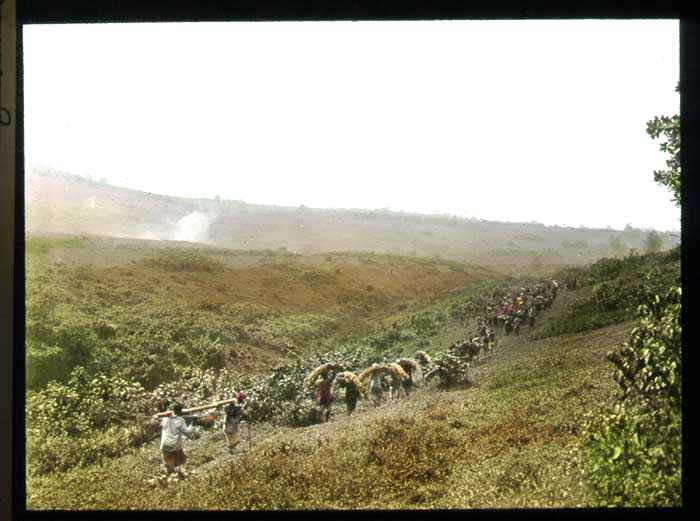
Expedition 1906, in Uganda

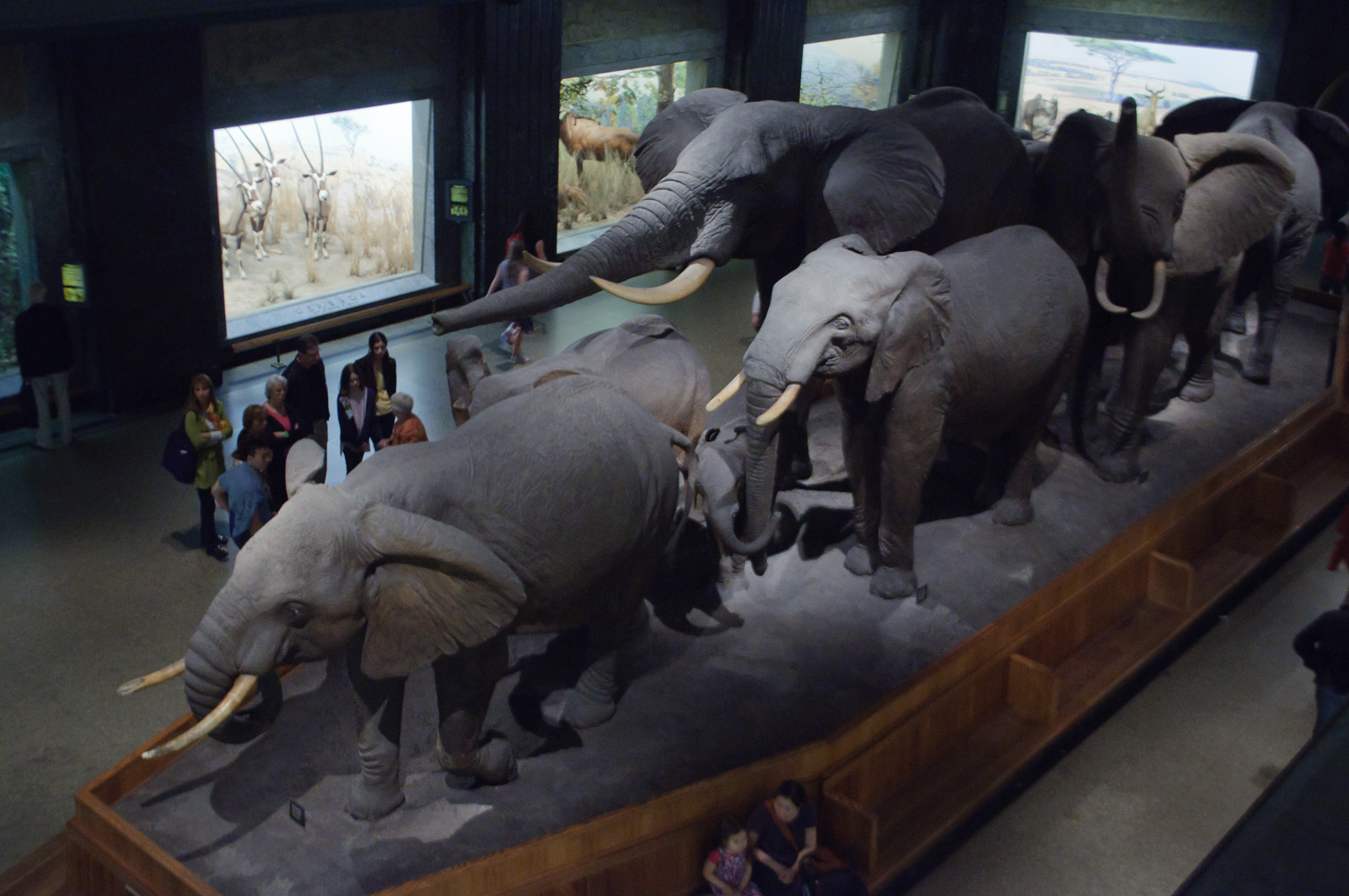
Ein von Delia Akeley geschossener Elefant innerhalb einer Gruppe in der Afrika-Halle des American Museum of Natural History, New York

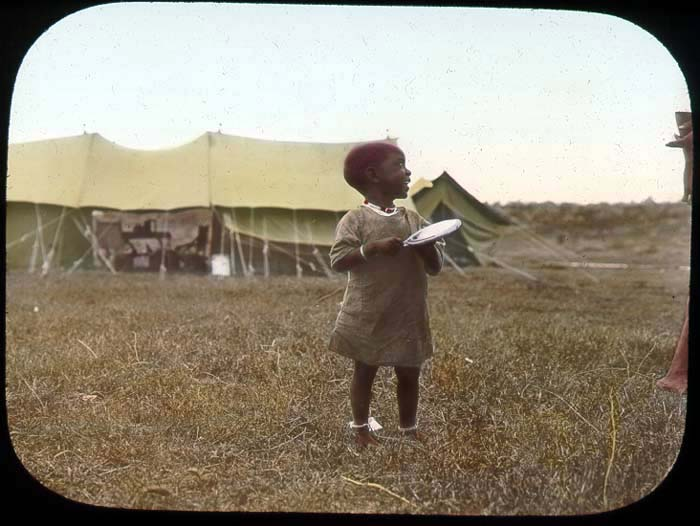
Kenia, 1906, im Hintergrund das Expeditionscamp

1902 heiratete sie den Taxidermisten Carl Ethan Akeley, der früher im Field Museum of Natural History in Chicago und später im American Museum of Natural History in New York tätig war. Sie begleitete ihn auf Expeditionen bei der Jagd und beim Sammeln von Proben und Ausstellungsstücken für die Museen, in denen er arbeitete.
Einige dieser Ausstellungsstücke sind Bestandteil der wichtigsten Sammlungen der afrikanischen Bereiche beider Museen, unter anderem gehört ein Exemplar aus der Familie Afrikanischer Elefanten dazu, den Delia für das New Yorker Museum schoss.
Auf einer Elefantenjagd in Kenia für das American Museum of Natural History wurde Carl Akeley von einem Elefantenbullen angegriffen, während er mit Gepäckträgern und Helfern unterwegs war. Die Truppe glaubte, nichts mehr für ihn tun zu können, weshalb sie die Flucht ergriff. Doch Carl hatte überlebt und konnte dank der sofort mit zwei der geflohenen Gepäckträgern zu ihm eilenden Delia gerettet werden. Er war ernsthaft verletzt, konnte jedoch trotz des schwierigen Transports im widrigen Gelände in ein Krankenhaus gebracht werden. Sie pflegte ihn auch, als er beinahe am Schwarzwasserfieber starb. Nach seiner Genesung kehrten die Akeleys im Jahr 1920 nach New York zurück, begleitet von einem Affen namens „J.T. Jr.“ als Haustier, den sie während ihrer Expedition aufgelesen hatten.
Carl Akeley begann in New York, sich um Präparate für seine naturwissenschaftlichen Dioramen zu kümmern, und wurde mit der ebenfalls Afrika zu Forschungszwecken bereisenden Mary Jobe bekannt. Delia wurde von ihren Forschungen an J.T. in Beschlag genommen, der Affe stellte sich nicht nur als ziemlich intelligent, sondern auch als sehr eifersüchtig heraus. Was genau dazu führte, ist nicht bekannt, jedoch entwickelten sich Spannungen zwischen dem Ehepaar, die 1923 zur Scheidung führten. Carl heiratete 1924 dann Mary Jobe und brach mit ihr zur Erforschung der Berggorillas nach Afrika auf, wo er 1926 an einer Krankheit starb.
Nach ihrer Scheidung bereiste auch Delia ab 1924 weiterhin Afrika, diesmal jedoch zu eigenen Expeditionen, auf denen sie sich mehr auf die Ethnografie der zurückgezogenen Stämme wie der im Wald lebenden Pygmäen konzentrierte. Sie war einer der ersten Menschen aus der westlichen Welt, die die Wüste zwischen Kenia und Äthiopien durchquerte, und entdeckte den Fluss Tana, den sie vom Indischen Ozean aus mit einem Einbaum befuhr. Außerdem lebte sie für einige Monate mit dem Volk der Pygmäen des Ituri-Regenwalds in Zaire.
Delia Akeley starb 1970 im hohen Alter. Ihre autobiografischen Werke hießen im Original Jungle Portraits und All True!. Sie war außerdem einer der ersten Autoren, die eine nicht-anthromorphische, aber psychologische Einsicht gewährende Biografie eines anderen Primaten verfasste: „J.T. Jr.“ The Biography of an African Monkey. Zu ihren Verdiensten gehört die Entdeckung einer unbekannten Antilopen- sowie einer Vogelart.
Zusammen mit Christina Dodwell, Mary Kingsley, Florence Baker und Alexine Tinne war sie eine der fünf Biographierten im Buch von Margo McLoone, Women explorers in Africa.